# Infinity gems
Infinity gems (oändlighetsstenarna) är en uppsättning fiktiva artefakter som förekommer i Marvels fiktiva universum. De förekommer i många av Marvels spännande äventyr, ett av de mer kända är en flera år lång historia där Thanos samlar ihop sex av dem och sammanfogar dem till "Infinity Gauntlet". Efter serien "Infinity Gauntlet" skapas en grupp väktare kallade "Infinity Watch" under ledning av superhjälten Adam Warlock för att hålla koll på alla stenarna.
Var och en av stenarna ger ägaren kontroll över en aspekt av universum. 
Den mest kända är själastenen Soul Gem, den har en orange färg. Själastenen kan ta folks själar, de hamnar då i en värld inuti själastenen "Soulworld". Den var även den första av stenarna att vara med i en historia, Marvel Preview #1 (1973). I de flesta serierna är själastenen framförallt förknippad med superhjälten Adam Warlock. 
Tidsstenen är en grön sten som gör det möjligt att resa i tiden och göra andra manipulationer av tidsuppfattningen hos folk. Rymdsstenen är blå, den gör det möjligt att teleportera sig vart som helst. Sinnesstenen är gul, den stärker bärarens sinnliga egenskaper och kan användas för att påverka andra. Verklighetsstenen är röd, den gör det möjligt att uppfylla bärarens önskningar. Maktstenen är lila, den ger bäraren outtömlig kraft. Själsstenen är orange och kan kontrollera de levande och de döda.